# 샌드라 메이슨
샌드라 프루넬라 메이슨(영어: Sandra Prunella Mason, 1949년 1월 17일 ~)은 바베이도스의 정치인이다. 2018년에 제8대이자 마지막 총독에 취임하였고 2021년 10월 20일에 공화국으로 전환되는 첫 대통령 선거에서 당선되었으며, 2021년 11월 30일에 바베이도스 공화국의 초대 대통령이 되어 4년간의 임기를 갖게 된다.
샌드라 메이슨은 바베이도스의 항소심 법원과 고등 법원의 사무 변호사로 사회 경력을 시작하였다. 그는 바베이도스 최초로 사법시험에  합격한 여성 법률가로 이후 바베이도스에서 계속하여 "최초의 여성"이라는 수식어를 달게 되었다. 바베이도스 최초의 여성 판사였고, 최초의 여성 대법관을 거쳐 대사에 임명되었으며 카리브 공동체의 의장을 역임하였다. 바베이도스 최초의 영연방 법률 조정 사무국 임원으로 임명되기도 하였다. 2017년 바베이도스의 가장 영향력 있는 여성 10인 가운데 한 명으로 선정되었다. 2018년 제8대 바베이도스의 총독에 취임하면서 세인트마이클앤드세인트조지 훈장을 수여 받았다. 바베이도스의 총독으로서 국가 영웅 훈장, 바베이도스 기사단 훈장, 바베이도스 자유 훈장을 수여받았다.

## 출생과 성장
샌드라 프루넬라 메이슨은 1949년 1월 17일 세인트필립구에서 출생하였다. 1968년 프린세스 마거릿 중등학교의 교사로 취직하였다가 이듬해 바클리즈의 직원이 되었다. 이후 서인도 제도 대학교의 세인트마이클구 케이브 힐 캠퍼스에서 법학을 전공하였다. 1973년 메이슨은 서인도 제도 대학교 최초의 여성 법학대학 졸업자가 되었다. 1975년 변호사 생활을 시작하여 바베이도스 최초의 여성 변호사가 되었다. 메이슨은 여성 전문가의 국제 협력 기구인 서로프터미스트 인터네셔널의 회원이다.

## 법률가 경력
1975년 메이슨은 바클리즈의 신탁 관리 변호사로 법률가 경력을 시작하여 1977년까지 바클리즈의 여러 지사에서 일했다. 1978년 청소년 및 가정 법원의 판사로 임명되었으며 동시에 서인도 제도 대학교의 가정법 강사가 되었다. 1983년 대학 강의는 그만두었지만 판사는 계속하였다. 1988년 런던의 왕립 행정학 연구소를 수료하였다. 1991년에서 1999년까지 유엔 아동 권리 위원회에서 일하였고 이 가운데 1991년부터 1992년까지는 의장을 1997년에서 1999년까지 부의장을 역임하였다. 1991년부터 1992년 사이에는 카리브 공동체의 13인 위원회의 위원이기도 하였는데 당시 여성 위원은 메이슨을 포함하여 두 명이었다. 1992년 메이슨은 가정법원 판사를 사임하고 베네수엘라 주재 대사로 파견되었고, 바베이도스 최초의 여성 대사가 되었다. 또한 1993년부터 1994년 사이에 칠레, 콜롬비아, 브라질 주재 바베이도스 대사를 역임하기도 했다. 1994년 바베이도스로 돌아와 강정법원 법원장으로 취임하였으며 1997년 대법관이 되었다.
2000년 메이슨은 캐나다 온타리오의 윈저 대학교에서 대체적 분쟁 해결을 연구하였다. 이듬해인 2001년에는 핼리팩스의 영연방 법률 교육 연구소에서 특별연구원의 지위를 얻었고, 서인도 제도 대학교에서 대체적 분쟁 해결을 연구하였다. 2005년 메이슨은 바베이도스의 왕실 고문 변호사가 되면서 대법관을 사임하였다. 2008년 항소심 법원의 판사가 되어 바베이도스 최초의 여성 항소심 법관이 되었다. 2012년 메이슨은 3일 간 바베이도스의 총독 권한대행을 하였다. 같은 해 영연방 사무국 재판소의 임원이 되었다. 영연방 사무국 재판소는 영연방 가입국 내의 분쟁을 조정하는 기구이다. 이것으로 《루프 뉴스》는 메이슨을 바베이도스의 가장 영향력 있는 여성 10인 가운데 한 명으로 선정하였다.

## 바베이도스의 총독
2017년 메이슨은 제8대이자 마지막 바베이도스의 총독에 임명되었다. 임기는 2018년 1월 8일 시작되었고 대십자 훈장과 세인트마이클앤드세인트조지 훈장을 수여받았다.
2020년 메이슨은 바베이도스 의회의 개원연설에서 바베이도스의 공화국 전환을 선언하였다. 이로서 엘리자베스 2세는 바베이도스의 국가 원수 직에서 해제되고 새롭게 선출될 대통령이 국가 원수가 되었다. 2021년 10월 20일 메이슨은 바베이도스의 양원 의원의 선출한 초대 대통령 선거에서 당선되었다.

## 바베이도스의 대통령
2021년 10월 12일 메이슨은 바베이도스의 수상이자 야당 당수인 미아 모틀리를 상대로 대통령 선거에 출마하여 10월 20일 당선되었다. 대통령 임기는 2021년 11월 30일 시작된다.

## 역대 선거 결과
| 선거명      | 직책명              | 대수 | 정당   | 득표율  | 득표수 | 결과 | 당락 |
| ----------- | ------------------- | ---- | ------ | ------- | ------ | ---- | ---- |
| 2021년 선거 | 바베이도스의 대통령 | 1대  | 무소속 | 100.00% | 45표   | 1위  |      |